# Csontos István (újságíró)
Csontos István (1961. június 12. – Budapest, 2007. február 12.) a magyar audiofil közösség egyik kulcsfigurája, a High-End Show hazai hangzástechnikai kiállítások szervezője, a Merlin Audio tulajdonosa, riporter, újságíró, filozófus.

## Élete
1988-tól kezdve foglalkozott High-End Audio berendezésekkel. Ő alapította a Merlin Audio céget, mely high end audio készülékeket, köztük a Hirojasu Kondo által gyártott, sokáig abszolút referenciaként számon tartott Ongaku erősítőket is forgalmazza Magyarországon. 1993 és 2006 között minden év novemberében megszervezte a High End Showt, ahol a csúcsminőségű hangtechnikát áruló hazai kereskedők (Auditorium, L'Auditeur, Audio Tuning Hungary, Penna&Poor, Datateam Audio, Heed Audio, Zeppelin Audio) mutatták be termékeiket. Az Analog.hu oldalon blogolt.
2007. február 12-én hunyt el.

## Munkássága
Zene- és filmkritikai írásai, esszéi megjelentek a Wantedben, a Hi-Fi Piac magazinban, a Népszabadságban, a Lakáskultúrában és a Pergő Képekben.Legjelentősebb, a hazai audiofil kulturális életre hosszú távon, sok évvel halála után is hatást gyakoroló kezdeményezése az itthoni évenkénti audiofil kiállítás, a Budapest High-End Show rendezvénysorozat elindítása, szervezése volt, amely halála után később Soltész Rezső szervezésében folytatódott, megtartva a korábbi tematikát, ill. kibővítve a házimozi és EISA-díjas készülékek bemutatásával.
A Merlin Audio cég a korai útkeresések (Townshend, JPW) után,még feljebb lépve a minőségi létrán, alapvetően az angolszász és japán eredetű, erősen válogatott készülékekre helyezte a hangsúlyt (lásd Audio Note, Audio Innovations, Voyd). Ez az időszak a hazai audiofil kultúra kiteljesedésének időszaka, a rendszerváltás utáni megváltozott gazdasági környezet, a szélesebb körben elérhető külföldi készülékek hazai megjelenésének ideje. Ebben az érában a Merlin Audio egyik legfontosabb, a piac felé jól kommunikált üzenete az volt, majdnem egyedüliként az akkori, készülékeket értékesítő egyéb kereskedőkkel szemben, hogy komplett, összetervezett rendszereket (forrás-erősítő-hangdoboz-kábel) kínált, ezzel egy magasabb szintű koncepciót, szemléletmódot mutatva az érdeklődőknek. 
Ugyanakkor, későbbi kereskedői hitvallásában egyre erőteljesebben a pszichológiai meggyőzés vált irányadóvá ( a vevő a drága készülékek megvásárlásával egy exkluzív körbe, külön "kasztba" vásárolja be magát, ahová csak az okos döntést hozók tartozhatnak) amely erősen árnyalta a készülékekkel kialakított pozitív cégmegítélést. Szerencsére az általa szervezett kiállításokra a kérdéses cégimage nem nyomta rá a bélyegét.

## Külső hivatkozások
A Szent Elektroncső ünnepe 

A másolt lemez egyre rosszabb minőségű zenéket vonz

Csontos István interjúja John Frusciantéval (Magyar Narancs)